# John D. Mayer

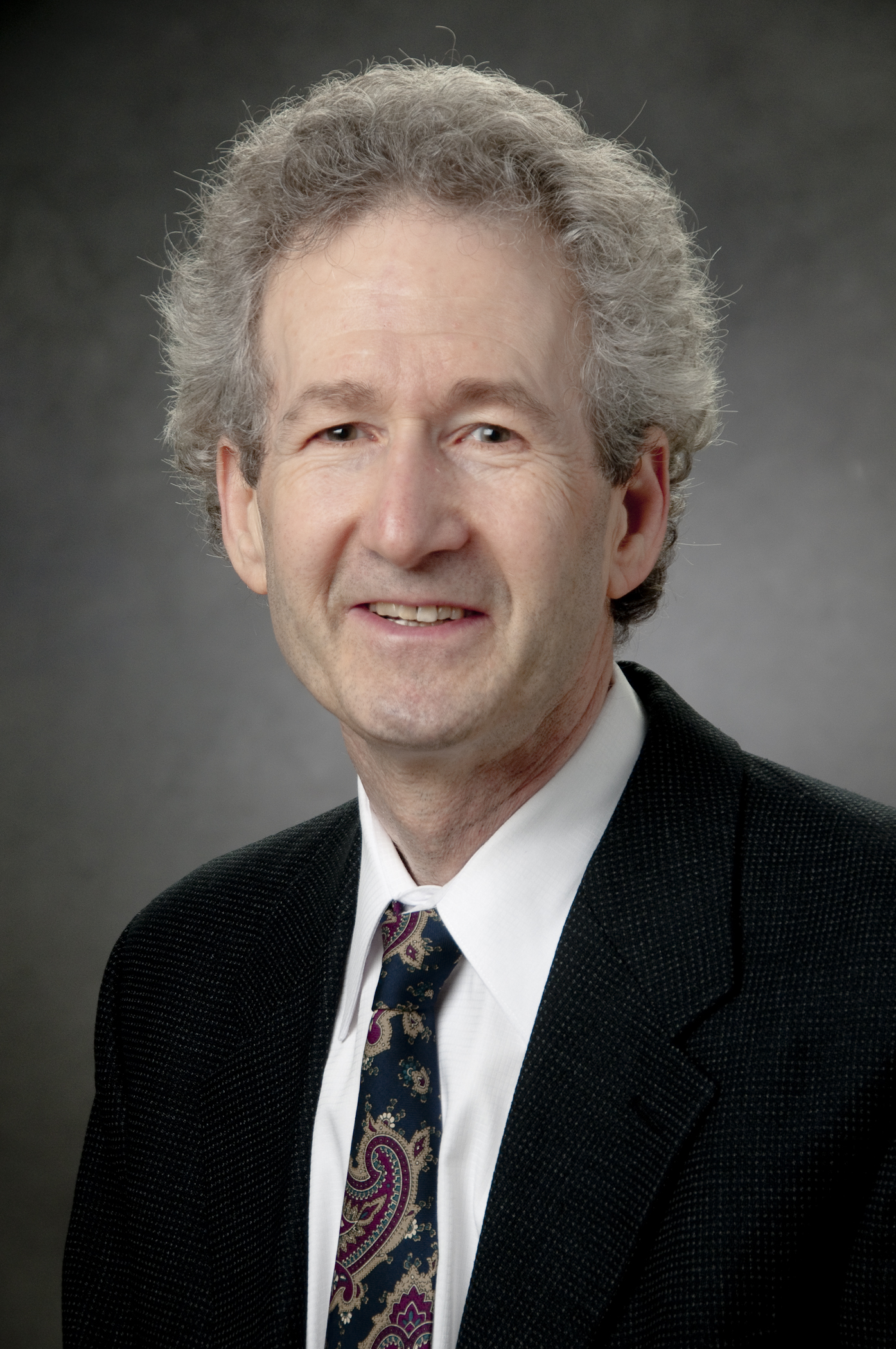
John D. Mayer (2011)

John D. Mayer (* 6. Dezember 1953) ist ein US-amerikanischer Psychologe. Bekanntheit verdankt er seiner Forschung auf dem Gebiet der emotionalen Intelligenz. Gemeinsam mit Peter Salovey hat Mayer dieses Konzept in den 1990er-Jahren entwickelt.

## Leben
Nach einem Studium an der University of Michigan promovierte Mayer an der Case Western Reserve University und arbeitete als Post-Doktorand anschließend an der Stanford University. In einem 1990 veröffentlichten Aufsatz (Perceiving affective content in ambiguous visual stimuli) wies er erstmals auf, wie emotionale Intelligenz operationalisiert bzw. gemessen werden könne, und formulierte noch im selben Jahr eine erste formale Theorie der emotionalen Intelligenz (Emotional intelligence). Zu seinen herausragenden Leistungen zählt die Mitentwicklung des Mayer-Salovey-Caruso Emotional Intelligence Test (MSCEIT), einem wissenschaftlichen Instrumentarium, mit dem die emotionale Intelligenz ähnlich wie die sprachlich-mathematisch-logische Intelligenz vermessen werden kann. Popularisiert wurden Mayers Einsichten wenig später durch Daniel Golemans Buch EQ. Emotionale Intelligenz.
Ein weiteres Forschungsgebiet, auf dem Mayer arbeitet, ist die systemische Persönlichkeitspsychologie. Hier hat er u. a. durch den Vorschlag Aufmerksamkeit erregt, für zerstörerische Politikerpersönlichkeiten wie z. B. Adolf Hitler eine spezielle psychiatrische Kategorie einzuführen: ein Dangerous Leader Disorder. Mayer lehrt und arbeitet an der University of New Hampshire.

## Veröffentlichungen (Auswahl)
Emotionale Intelligenz
- mit Maria DiPaolo und Peter Salovey: Perceiving affective content in ambiguous visual stimuli: A component of emotional intelligence. In: Journal of Personality Assessment. Band 54, 1990, S. 772–781.
- mit Peter Salovey: Emotional intelligence (PDF; 350 kB). In: Imagination, Cognition, and Personality. Band 9, 1990, S. 185–211.
- mit Peter Salovey: The intelligence of emotional intelligence. In: Intelligence. Band 17, Heft 4, 1993, S. 433–442.
- mit Peter Salovey: Emotional intelligence and the construction and regulation of feelings. In: Applied and Preventive Psychology. Band 4, 1995, S. 197–208.
- mit Peter Salovey, Susan L. Goldman, Carolyn Turvay und Tibor P. Palfai: Emotional attention, clarity, and repair: Exploring emotional intelligence using the Trait Meta-Mood Scale. In: J. W. Pennebaker (Hrsg.): Emotion, disclosure, and health. American Psychological Association, Washington, D.C. 1995, S. 125–154.
- mit Peter Salovey: What is emotional intelligence? In: Peter Salovey, D. Sluyter (Hrsg.): Emotional Development and Emotional Intelligence: Implications for Educators. Basic Books, New York 1997, S. 3–31.
- Emotional Intelligence: Popular or scientific psychology? In: APA Monitor. Band 30, 50, September 1999.
- mit Casey D. Cobb: Emotional intelligence: What the research says. In: Educational Leadership. Band 58, 2000, S. 14–18.
- mit David R. Caruso: The Effective Leader: Understanding and applying emotional intelligence. In: Ivey Business Journal. Band 67, 2002, S. 1–6.
- Be realistic. In: Harvard Business Review. Band 82, 2004, S. 28.

Persönlichkeitspsychologie
- The emotional madness of the dangerous leader. In: Journal of Psychohistory. Band 20, 1993, S. 331–348.
- Personality: A Systems Approach. Allyn & Bacon, 2006, ISBN 0-205-38914-7.